# Juan Ramón Molina
Juan Ramón Molina (17 de abril de 1875 - 2 de noviembre de 1908), nacido en Comayagüela, Honduras, es el primer poeta hondureño que salió de Centroamérica para embeberse en las corrientes culturales de otras latitudes. Es uno de los grandes exponentes del modernismo en Centroamérica y su obra de gran calidad literaria lo consagra como el escritor hondureño más universal. En 1892, junto al poeta Froylan Turcios y Fausto Dávila en un viaje a Brasil, -en cuyo trayecto escribe “Salutación a los Poetas Brasileños”- conoce al poeta nicaragüense Rubén Darío, quien incidirá grandemente en su estilo. Visitó España, donde colaboró en el recién fundado "ABC" de Madrid, y varios países de Sudamérica, dejando huellas permanentes en su obra. Castelar alabó su canto "El Águila" y Rubén Darío su "Salutación a los Poemas Brasileños".
Admiró a William Shakespeare y dedicó varios sonetos “El rey Lear”, “Ofelia”, “Yago”, etc. a la obra en inglés. Recibió la influencia de Rubén Darío, a quien conoció en su persona y en su obra. La influencia del nicaragüense se dejó sentir, por ejemplo, en “Tréboles de Navidad”, similar a la "Rosa Niña" de Darío, o en "El poema del Optimista", posiblemente el poema que, aisladamente, más haya influido en toda la literatura contemporánea en habla castellana.
Fue Juan Ramón Molina poeta de primerísima categoría y aunque cultivó la prosa en la que logró bellas y armoniosas realizaciones, como su cuento "El Chele", éstas no pueden darse un puesto en la literatura universal como se otorga a su obra poética que está dentro del modernismo más puro y une la calidad poética y lo depurado de la forma con una finísima sensibilidad de que es muestra su soneto “Pesca de Sirenas”.
Fue Juan Ramón Molina hombre activo, en lo personal y en lo político; este quemó su vida en el afán de vivirla intensamente. Fue colaborador de la candidatura del general Terencio Sierra, de quien se consideraba amigo. Presidente de Honduras durante el período 1899-1903, Sierra, molesto por una publicación que hizo Molina en el Diario de Honduras, bajo su dirección, lo mandó a picar piedra, encadenado, en la carretera que se construía al sur del país. El artículo que tanto lo había molestado "Un hacha que afilar", era un conocido apólogo de Benjamín Franklin, que los acólitos de Sierra consideraron alusivo, hostil y digno de ser castigado con la prisión del poeta. 
«Panfletista y periodista, coronel, político, diplomático, hombre que alcanzó altos cargos públicos y que hubo de seguir la ruta del exilio donde murió». A pesar de esta vida activa no pudo rehuir el pesimismo y el hastío tan común a los poetas hondureños y que él, como su más elevado representante tuvo en grado sumo por "La fatiga que le producía el peso ABRUMADOR DE LO INFINITO", que muestra en el sentido macabro de sus versos "Después que muera" o en el pesimismo vital de su soneto "Madre Melancolía".                     Molina falleció en San Salvador El Salvador el 2 de noviembre de 1908.

## Juan Ramón Molina, poeta gemelo de Rubén
Juan Ramón Molina, el poeta gemelo de Rubén, es casi desconocido en Sudamérica. No figura en los textos de preceptiva literaria, no se ven sus poemas menudamente publicados, ni se oye que sazonen sus acentos los menús líricos de los que dicen versos. Piadoso olvido en el que, paradójicamente, lo quisieron dejar, por ser singularmente pobre lo que se escribe de los poetas en los textos escolares, más triste cuando sus nombres se usan para llenar vacíos tipográficos en revistas de dudosa publicidad y a desesperar si el que recita destroza los poemas. 
Recordado por los que saben de él, ya no volverá al olvido. Esa sería la condición que antes se debe establecer, que salga Juan Ramón Molina del olvido, que vuelva a estar presente su cepa tierna, aérea, vegetal, del trópico, tal como él lo presumía y lo dijo alguna vez:
«Pero mi obscuro nombre las aguas del olvido. 
No arrastrarán del todo; porque un desconocido.
Poeta, a mí memoria permaneciendo fiel,
Recordará mis versos con noble simpatía, 
Mi fugitivo paso por la tierra sombría.
Mi yo, compuesto extraño de azúcar, sal y hiel.
Tal fui  porque fui hombre, oh soñador ignoto,
Pálido hermano mío, que en porvenir remoto.
Recorrerás los márgenes que mi tristeza holló. 
Que el aire vespertino  refresque que tu cabeza,
La música del agua disipe tu tristeza.
Y yazga eternamente, bajo la tierra. ¡Yo!»
El 13 de enero de 2009, Rodolfo Pastor Fasquelle, Secretario de Estado en los Despachos de Cultura, Artes y Deportes, renombró la Biblioteca Nacional de Honduras con el nombre de Juan Ramón Molina.